# Csúgoku

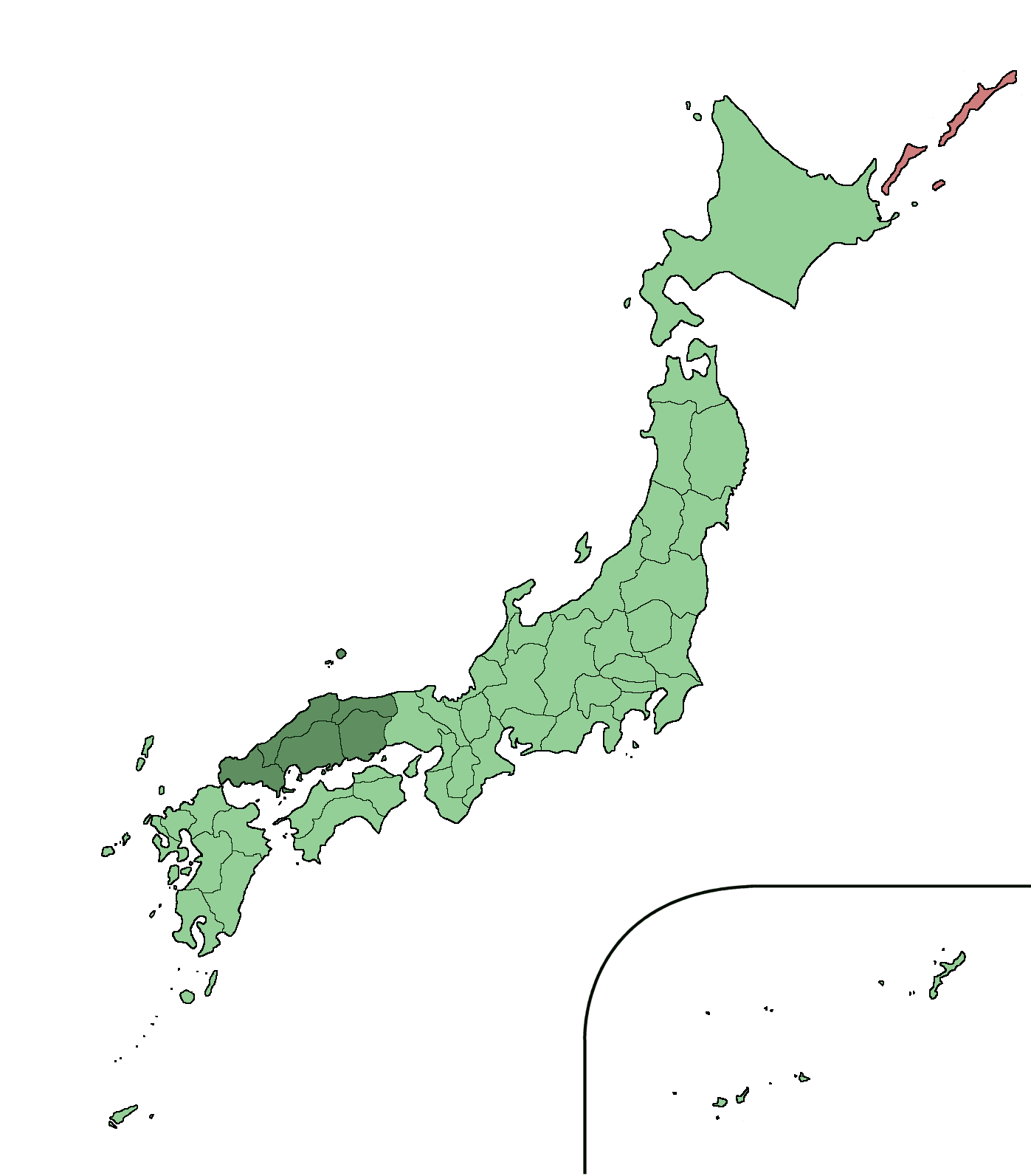
A Csúgoku régió fekvése Japánon belül

A Csúgoku régió (japánul "中国地方", "Chūgoku-chihō") vagy Sanin-Sanjó régió Japán fő szigetének, Honsúnak legnyugatibb régiója. Neve magyarul "középső ország"-ot jelent.